# Cabaret Rotstift
Das Cabaret Rotstift war eines der bekanntesten Cabaret-Ensembles der Schweiz.

## Geschichte
Gegründet wurde das Cabaret Rotstift 1954 von einigen Lehrern aus Schlieren. Mit einem Auftritt sollte Geld gesammelt werden, um Kindern aus minderbemittelten Familien die Teilnahme an einem Skilager zu ermöglichen. Die Gründungsmitglieder waren Hedi Baumann, Isolde Füllemann, Werner von Aesch, Max Bürgi, Röbi Lips, Walter Witzig, Hans Scheuermeier und Heini Pfister. Von 1957 bis 1965 war Fredy Lienhard als Texter, Komponist, Pianist und als Darsteller dabei. Max Bürgi und Röbi Lips verliessen das Cabaret in den 1970er Jahren, dafür stiess 1977 Heinz Lüthi dazu. Jürg Randegger war seit 1965 dabei.
1956 entstand das zweite Programm, das auch im Radio und im Fernsehen gesendet wurde. 1985 wurde das Cabaret Rotstift mit dem Prix Walo ausgezeichnet. Nach einer letzten Tournee, mehr als 45 Jahren auf der Bühne und etwa 20 Programmen, verabschiedete sich das Cabaret Rotstift 2002 mit einer letzten Vorstellung am Ort ihres ersten Auftritts, dem Singsaal im Schulhaus Hofacker in Schlieren, vom Publikum. Von den Gründungsmitgliedern war nur noch Werner von Aesch mit dabei.

## Programme
- 1954: De Rotstift (Zyt isch Gäld)

Darsteller: Hedi Baumann, Isolde Füllemann, Werner von Aesch, Max Bürgi, Röbi Lips
- 1956: Mir striiched aa – mir striiched duur ...

Darsteller: Hedi Baumann, Isolde Füllemann, Werner von Aesch, Max Bürgi, Godi Hintermeister, Röbi Lips,
später Laurette Bürgi für Hedi Baumann
- 1957: Das isch dänn z vill!

Darsteller: Monika Ita, Maria Weibel, Werner von Aesch, Max Bürgi, Röbi Lips
- 1958: Mit Musig gaht's besser!

Darsteller: Heidy Diggelmann, Lilly Hertig, Werner von Aesch, Max Bürgi, Röbi LIps
- 1959: Hütet euch ...!

Darsteller: Lilly Hertig, Lisbeth Wenz, Werner von Aesch, Max Bürgi, Röbi Lips
- 1960: Antiquitäten und Nippsachen

Darsteller: Gerda Rist, Margret Straub, Werner von Aesch, Fredy Lienhard, Röbi Lips, später ersetzt Pia Götschi Gerda Rist
- 1962: Mane mit Schnäuz

Darsteller: Werner von Aesch, Max Bürgi, Fredy Lienhard, Röbi Lips
- 1964: Häppi Börsdei

Darsteller: Vreni Müller, Werner von Aesch, Max Bürgi, Fredy Lienhard, Röbi Lips
- 1965: Ganze Schweiz heiter

Darsteller: Werner von Aesch, Max Bürgi, Röbi Lips, Jürg Randegger
- 1966: Nu kei Angscht!

Darsteller: Werner von Aesch, Max Bürgi, Röbi Lips, Jürg Randegger
- 1968: Gseit isch xeit!

Darsteller: Werner von Aesch, Max Bürgi, Röbi Lips, Jürg Randegger
- 1970: In Sache Sächeli

Darsteller: Werner von Aesch, Max Bürgi, Röbi Lips, Jürg Randegger
- 1972: s isch haarig!

Darsteller: Werner von Aesch, Max Bürgi, Röbi Lips, Jürg Randegger
- 1974: rotstift-plausch (20 Jahre Cabaret Rotstift)

Darsteller: Werner von Aesch, Max Bürgi, Röbi Lips, Jürg Randegger
- 1977: Jä nei!

Darsteller: Werner von Aesch, Röbi Lips, Heinz Lüthi, Jürg Randegger
- 1981: Tschuldigung!

Darsteller: Werner von Aesch, Heinz Lüthi, Jürg Randegger
- 1985: Mues das sii?! (CH: Gold)[5]

Darsteller: Werner von Aesch, Heinz Lüthi, Jürg Randegger
- 1990: Me sött!

Darsteller: Werner von Aesch, Heinz Lüthi, Jürg Randegger
- 1995: Da simmer nomal!

Darsteller: Werner von Aesch, Heinz Lüthi, Jürg Randegger
- 1999: Happy End!

Darsteller: Werner von Aesch, Heinz Lüthi, Jürg Randegger
Sprüche, die in den allgemeinen Sprachgebrauch übergegangen sind
- „Me merkt, dass d Luft gratis isch, du schnurrsch z vill!“ („Man merkt, dass die Luft gratis ist, du redest zuviel!“)
- „Langbock vor!“
- „Vo Plaanig kei Aanig!“ („Von Planung keine Ahnung!“)
- „Wänn d mal so schön gsi bisch wie-n ich, isches schwer. Bringsch es fasch nüme-n-e wäg.“ („Wenn Du mal so schön gewesen bist wie ich, ist es schwer. Man bringt es fast nicht mehr weg.“)
- „Wänn ich diis Gsicht gsee, bin ich mit mim Füdli no ganz zfride.“ („Wenn ich dein Gesicht sehe, bin ich mit meinem Hintern doch ganz zufrieden.“)
- „Bei uns geht alles ruckzuck, zackzack!“
- „Hebed öi am Bänkli, s Trämmli macht es Ränkli!“ („Haltet euch an der Sitzbank fest, die Strassenbahn fährt in eine Kurve!“)
- „Troopevogel!“ („Tropenvogel!“)
- „Wänn du so gross wèèrsch wie dumm, chönntisch de Mond bi de Chnüü une abstaube...“ („Wenn du so gross wärst wie dumm, könntest du den Mond unten bei den Knien abstauben...“)
- "Diin Grind chunnt mer vor wie-n en Alphütte. Hööch obe, aber primitiv iigrichtet." ("Dein Kopf ist wie eine Alphütte. Hoch oben, aber primitiv eingerichtet").
- "Los, verzell doch emal echli vo dim Umfall" ("Erzähl doch mal ein bisschen von deinem Unfall").